# Juan Castellanos de Villalba
Juan Castellanos de Villalba (? - Logroño, 23 de agosto de 1522) obispo español, gobernó la sede del obispado de Calahorra de 1515 a 1522.

## Biografía
Mencionado por algunos autores como de origen catalán o placentino, ofició como conclavista del cardenal Jaime Serra en el cónclave de octubre de 1503 en el que fue elegido papa Julio II y también en el de 1513 en que lo fue León X.
Entre 1513 y 1515 fue obispo de Elne, aunque algunos autores atribuyen este episcopado a un error de transcripción,  y desde este último año hasta su muerte lo fue de Calahorra.
El 22 de enero de 1522, estando enfermo en Logroño, recibió a un mensajero que traía la noticia de que Adrian Florensz, también conocido como Adriano de Utrecht, había sido elegido Papa. Facilitó un guía para que llevara a Adriano, que residía en Vitoria, la noticia de su elección.